# 2069.
◄ | 20. stoljeće | 21. stoljeće | 22. stoljeće | ►
◄ | 2030-ih | 2040-ih | 2050-ih | 2060-ih | 2070-ih | 2080-ih | 2090-ih | ►
◄◄ | ◄ | 2066. | 2067. | 2068. | 2069. | 2070. | 2071. | 2072. | ► | ►►
Astronomija

## Događaji
- 21. travnja – Pomrčina Sunca koju će se moći vidjeti na Arktiku.
- 15. listopada – Pomrčina Sunca koju će se moći vidjeti na Antarktiku.
- studenoga – Poruka izvanzemaljskoj inteligenciji (METI) Cosmic Call koja je bila poslana s planetnog radara u Jevpatoriji 1999. stići će na odredište, zvijezdu 16 Cyg A.